# Nimbya scirpivora
Nimbya scirpivora är en svampart som beskrevs av E.G. Simmons & D.A. Johnson 2002. Nimbya scirpivora ingår i släktet Nimbya och familjen Pleosporaceae.   Inga underarter finns listade i Catalogue of Life.